# سيسيليا تان
سيسيليا تان (بالإنجليزية: Cecilia Tan)‏ (8 أبريل 1967)؛ روائية أمريكية.